# Actinostola chilensis
Actinostola chilensis is een zeeanemonensoort uit de familie Actinostolidae.
Actinostola chilensis is voor het eerst wetenschappelijk beschreven door McMurrich in 1904.